# Aqueduct-North Conduit Avenue
Aqueduct-North Conduit Avenue è una fermata della metropolitana di New York, situata sulla linea IND Rockaway. Nel 2015 è stata utilizzata da 365 488 passeggeri.
È servita dalla linea A Eighth Avenue Express, sempre attiva.